# Одеська кіностудія

Оде́ська кіносту́дія художніх фільмів — українська, раніше радянська кіностудія в Одесі, одна з перших кінофабрик світу.

## Історія
У 1919 році на базі приватних кінофабрик Борисова та Харитонова утворена Одеська кінофабрика.
У квітні 1919 року, коли до Одеси увійшли частини Червоної армії, військові оператори зняли хроніку «Взяття Одеси». 23 травня 1919 року за розпорядженням відділу народної освіти була націоналізована кіно і фотоапаратура всіх приватних студій. Цю дату прийняли за день народження першої в країні державної кіностудії. Спочатку вона вважалася «Кіносекція політвідділу 41-ї дивізії Червоної армії», а першим знятим тут художнім фільмом була стрічка «Павуки і мухи».
- 1922 — реорганізована в Першу кінофабрику ВУФКУ (Всеукраїнське фотокіноуправління).
- 1930 — перейменована в Одеську кінофабрику «Українфільм».
- З 1938 по 1941 — Одеська кіностудія художніх фільмів.
- Під час німецько-радянської війни (1941—1945) входила до складу Ташкентської кіностудії.
- 1954 — знову працює в Одесі.

### Ранній кінематограф Одеси

Головна будівля Одеської кіностудії

Одеська кіностудія веде свою історію з 1907 року. Саме тоді кінематографіст Мирон Гроссман почав знімати одні з перших вітчизняних фільмів. Тим самим він створив кіноательє «Мирограф», яке згодом переросло в кінофабрику. До цього, 9 січня 1894 року професором Московського Університету Ніколаєм Любимовим був продемонстрований «снаряд для аналізу стробоскопічних явищ», який в тому ж році спроєктував одесит Йосип Тимченко.
У 1910-ті роки Мирон Гроссман, власник прокатної контори на Дерибасівській, 18, фотограф і кінооператор розпочав знімати документальні й пізнавальні фільми разом з досить відомими кінематографістами.
1914 року, виникло інше ательє «Мізрах», яким був знятий з акторами Єврейського Театру фільм «Життя і Смерть».
Під час Першої світової війни зв'язок із зарубіжними партнерами був порушений і знову в Одесі виникають дрібні кінопідприємства, серед яких і «Мирограф», що випустив за 1918 рік 10 картин і «Мізрах», що випустив чотири фільми в 1917—1918 р.р.
«Мирограф» на дачній ділянці № 16 по Малофонтанській Дорозі (зараз Французький бульвар) був збудований скляний знімальний павільйон. Кінофабрика К. Борисова також обзавелася своїм павільйоном. Один з найбільших кінофабрикантів, харків'янин Д. Харитонов побудував свою будівлю на ділянці № 33 на Французькому бульварі; для знімання фільмів за участю Віри Холодної, що працювала в його бригаді.

### Створення та розквіт Одеської кінофабрики
|                                                    |  |  |
| Ювілейна монета НБУ присвячена Одеській кіностудії |  |  |

У квітні 1919 року, коли до Одеси увійшли частини Червоної армії, військові оператори зняли хронікальну стрічку «Взяття Одеси».
У 1922 році радянською владою було націоналізовано кінематограф. В Україні було створено Всеукраїнське фотокіноуправління (ВУФКУ), у підпорядкування якого увійшли всі кіноательє Києва, Одеси та Ялти. В Одесі на базі павільйонів Мирона Гросмана, Дмитра Харитонова та Борисова було засновано Першу кінофабрику ВУФКУ.
У 1923—1929 роках Одеська кінофабрика перетворилася на головний кіновиробничий майданчик Української РСР. Першими режисерами кінофабрики були Петро Чардинін та Микола Салтиков у 1924 році до них приєднався Лесь Курбас, у 1925 році — Аксель Лундін, Олександр Анощенко, Пантелеймон Сазонов Уетінг, В'ячеслав Вісковський.
Восени 1925 року, в Одесі на 1-й державній кінофабриці Всеукраїнського фотокіноуправління почали працювати відділи виробничого знімання і кінохроніки, які очолив Леонід Могилевський. 1927 року Одеська кінофабрика визнана однією з найкращих в країні. У період 1928—1941 років на кіностудії працював режисер Яків Куліш.
Першим звуковим фільмом Одеської кінофабрики в 1930 році планувалася стрічка «Людина з містечка» Григорія Рошаля, проте першим таким фільмом стала «Коліївщина» (1933 р.) Івана Кавалерідзе.
У 1938 році Одеська студія художніх фільмів випускає картини про минуле українського народу («Назар Стодоля», «Кармелюк»); про громадянську війну («Мітька Лелюк», «Стара Фортеця»); про будні торгового флоту («Танкер „Дербент“», «Дочка Моряка»).
На студії працювали художники-постановники і декоратори Соломон Зарицький, Василь Кричевський, Сергій Худяков тощо.

### Одеська кіностудія під час і після Другої світової війни
У 1941—1944 роках одеські кінематографісти брали участь в роботі інших кіностудій, у тому числі і ташкентської. Зокрема брали участь у створенні фільмів «Два бійці», «Насредін в Бухарі», «Людина № 217», «Я — чорноморець», в новелах для бойових кінозбірок.
Після війни на кіностудії був знятий кінофільм «Спрага», що ілюструє один з епізодів оборони Одеси.
На фронті загинуло багато працівників студії: режисери, оператори, актори, робочі, техніки. Серед них медсестра Гуля Корольова, яка у минулому виконувала головну роль в «Партизанській дочці».
У радянський час на Одеській кіностудії зняли понад 350 кінофільмів.

### Одеська кіностудія у Незалежній Україні
Нині кіностудія належить до виробників національних фільмів в Україні, затверджених постановою кабінету Міністрів України від 26 січня 2011 р. № 48.
Станом на 2015 рік 50 %+1 акцій ПрАТ «Одеська кіностудія» знаходяться в державній власності. Іншою частиною акцій володіє ТОВ «Нова кіностудія» (50 %-1).
Наприкінці травня 2019 року на Одеській кіностудії відзначили 100-річний ювілей від часу заснування. Вона є однією з найдавніших у світі та може похвалитися понад 700 фільмами різних жанрів.
З 2019 року на базі Одеської кіностудії створено дочірнє підприємство «Odesa Film Production».
У ніч з 9 на 10 червня 2025 року, внаслідок масованого ракетного обстрілу з боку країни-агресора Росії, було пошкоджено територію Одеської кіностудії — однієї з найстаріших кіностудій Європи та є невід'ємною частиною національної культурної спадщини України. Попри обстріл, охороні вдалося вчасно локалізувати пожежу та врятувати унікальні експонати, серед яких костюми, реквізит, артефакти, пов'язані з понад 100-річною історією кіностудії.

## Керівники Одеської кіностудії
- Михайло Капчинський (1922—1923)
- Георгій Тасін (1923—1924)
- Михайло Капчинський (1924)
- Греймер А. Л. (1924)
- Главацький (1924—1925)
- Юрій Лапчинський (1925)
- Павло Нечеса (1925—1926)
- Юрій Лапчинський (1926)
- Павло Нечеса (1926—1930)
- Соломон Орелович (1930—1931)
- Стрункий (1931)
- Буянівський (1931)
- Сквірський (1937)
- Бліох Яків Мойсейович (1939—1940)
- Дмитро Познанський (1940—1941)
- Вайншток (1944—1945)
- Степанов (1945—1946)
- Фролов (1946—1947)
- Новицький (1947—1948)
- Белькович (1948—1949)
- Котошев (1949—1951)
- Басов (1951—1952)
- Агеєв (1952—1953)
- Олександр Горський (1953—1961)
- Лідія Гладка (1961—1963)
- Вілен Федоров (1963—1966)
- Геннадій Збандут (1966—1984)
- Іван Лимар (1984-1987)
- Юрій Коваленко (1987-1992)
- Олександр Басаєв (1992—1994)
- Олександр Малигін (1995—1997)
- Тамара Яворська (1998—2003)
- Ольга Неверко (2004—2008)
- Віктор Ноздрюхін-Заболотний (2009—2012)
- Андрій Звєрєв (2012—2017)[4]
- Андрій Осіпов (2017—2025)
- Ганна Дочева (2025 — )

## Персоналії
- Бажан Микола Платонович — автор кіносценаріїв.
- Говорухін Станіслав Сергійович — режисер
- Довженко Олександр Петрович — режисер.
- Збандут Наталя Аміранівна — режисерка Одеської кіностудії.
- Кривохатський Ігор Миколайович — режисер-документаліст.
- Лесь Курбас — режисер.
- Лисенко Вадим Григорович — режисер.
- Муратова Кіра Георгіївна — режисерка.
- Семенко Михайль Васильович — автор кіносценаріїв.
- Яновський Юрій Іванович — автор кіносценаріїв.
- Юнгвальд-Хількевич Георгій Емілійович — режисер.
- Костроменко Вадим Васильович — режисер, сценарист.
- Новак Віллен Захарович — режисер.
- Лупій Ярослав Васильович — режисер, сценарист.
- Бата Недич — режисер.
- Козлов-Петровський Ігор Анатолійович — режисер, сценарист, актор, радник голови правління.
- Женін Євген — кінознавець, кінокритик, журналіст, актор.

## Нагороди
|  | Почесна Грамота Кабінету Міністрів України |
|  | ------------------------------------------ |

## Фільми

### 1959
| Назва                                                 | Режисер                                       | Рік  | Назва кіностудії                                         |
| ----------------------------------------------------- | --------------------------------------------- | ---- | -------------------------------------------------------- |
| Голод і боротьба з ним                                | Микола Салтиков                               | 1922 | Перша кінофабрика ВУФКУ                                  |
| Шведський сірник                                      | Лесь Курбас, Микола Салтиков                  | 1922 | Перша кінофабрика ВУФКУ                                  |
| Магнітна аномалія                                     | Петро Чардинін                                | 1923 | Перша кінофабрика ВУФКУ                                  |
| Не спіймав, не кажи що злодій (Кандидат у президенти) | Петро Чардинін                                | 1923 | Перша кінофабрика ВУФКУ                                  |
| Одеса — Батум!                                        | Луї Форестьє                                  | 1923 | Перша кінофабрика ВУФКУ                                  |
| Потоки                                                | Микола Салтиков                               | 1923 | Перша кінофабрика ВУФКУ                                  |
| Аристократка                                          | Василь Ковригін                               | 1924 | Перша кінофабрика ВУФКУ                                  |
| Вендетта                                              | Лесь Курбас                                   | 1924 | Перша кінофабрика ВУФКУ                                  |
| Від темряви до світла                                 | Микола Салтиков                               | 1924 | Перша кінофабрика ВУФКУ                                  |
| За чорне золото                                       | Аксель Лундін                                 | 1924 | Перша кінофабрика ВУФКУ                                  |
| Лісовий звір                                          | Аксель Лундін                                 | 1924 | Перша кінофабрика ВУФКУ                                  |
| Макдональд                                            | Лесь Курбас                                   | 1924 | Перша кінофабрика ВУФКУ                                  |
| Руки геть від Китаю                                   | Микола Салтиков                               | 1924 | Перша кінофабрика ВУФКУ                                  |
| Ряба теличка                                          | Пантелеймон Сазонов, В.Тезавровський          | 1924 | Перша кінофабрика ВУФКУ                                  |
| Сон Товстопузенка                                     | Олександр Перегуда                            | 1924 | Перша кінофабрика ВУФКУ                                  |
| Арсенальці                                            | Лесь Курбас                                   | 1925 | Перша кінофабрика ВУФКУ                                  |
| Бармашиха                                             | В.Тезавровський                               | 1925 | Перша кінофабрика ВУФКУ                                  |
| Винахідник                                            | Петро Чардинін                                | 1925 | Перша кінофабрика ВУФКУ                                  |
| Гасла восьми жовтнів                                  | Георгій Тасін                                 | 1925 | Перша кінофабрика ВУФКУ                                  |
| Генерал з того світу                                  | Петро Чардинін                                | 1925 | Перша кінофабрика ВУФКУ                                  |
| Димівка (Вбивство сількора Малиновського)             | Пантелеймон Сазонов                           | 1925 | Перша кінофабрика ВУФКУ                                  |
| Марійка                                               | Аксель Лундін                                 | 1925 | Перша кінофабрика ВУФКУ                                  |
| Радянське повітря                                     | Лев Шеффер                                    | 1925 | Перша кінофабрика ВУФКУ                                  |
| Сіль                                                  | Петро Чардинін                                | 1925 | Перша кінофабрика ВУФКУ                                  |
| Укразія                                               | Петро Чардинін                                | 1925 | Перша кінофабрика ВУФКУ                                  |
| Беня Крик                                             | Володимир Вільнер                             | 1926 | Перша кінофабрика ВУФКУ                                  |
| Блукаючі зірки                                        | Григорій Гричер-Чериковер                     | 1926 | Перша кінофабрика ВУФКУ                                  |
| Боротьба велетнів                                     | Віктор Турін                                  | 1926 | Перша кінофабрика ВУФКУ                                  |
| Вася-реформатор                                       | Олександр Довженко                            | 1926 | Перша кінофабрика ВУФКУ                                  |
| Вибух                                                 | Пантелеймон Сазонов                           | 1926 | Перша кінофабрика ВУФКУ                                  |
| Гамбург                                               | Володимир Баллюзек                            | 1926 | Перша кінофабрика ВУФКУ                                  |
| Життя Тараса                                          | Петро Чардинін                                | 1926 | Перша кінофабрика ВУФКУ                                  |
| За лісом                                              | Арнольд Кордюм                                | 1926 | Перша кінофабрика ВУФКУ                                  |
| Микола Джеря                                          | Марко Терещенко, Йозеф Рона                   | 1926 | Перша кінофабрика ВУФКУ                                  |
| Панич із Старостіна                                   | С. Мітрич                                     | 1926 | Перша кінофабрика ВУФКУ                                  |
| Підозрілий багаж                                      | Григорій Гричер-Чериковер                     | 1926 | Перша кінофабрика ВУФКУ                                  |
| П. К. П. / Пілсудський купив Петлюру                  | Аксель Лундін, Геогрій Стабовий               | 1926 | Перша кінофабрика ВУФКУ                                  |
| Свіжий вітер                                          | Геогрій Стабовий                              | 1926 | Перша кінофабрика ВУФКУ                                  |
| Синій пакет                                           | Фавст Лопатинський                            | 1926 | Перша кінофабрика ВУФКУ                                  |
| Спартак                                               | Ертугрул Мухсін-Бей                           | 1926 | Перша кінофабрика ВУФКУ                                  |
| Справа № 128                                          | Арнольд Кордюм                                | 1926 | Перша кінофабрика ВУФКУ                                  |
| Тарас Трясило                                         | Петро Чардинін                                | 1926 | Перша кінофабрика ВУФКУ                                  |
| Тарас Шевченко                                        | Петро Чардинін                                | 1926 | Перша кінофабрика ВУФКУ                                  |
| У пазурах радянської влади                            | Пантелеймон Сазонов                           | 1926 | Перша кінофабрика ВУФКУ                                  |
| Ягідка кохання                                        | Олександр Довженко                            | 1926 | Перша кінофабрика ВУФКУ                                  |
| Борислав сміється                                     | Йозеф Рона                                    | 1927 | Перша кінофабрика ВУФКУ                                  |
| Василина                                              | Фавст Лопатинський                            | 1927 | Перша кінофабрика ВУФКУ                                  |
| Гонорея                                               | Михайло Шор                                   | 1927 | Перша кінофабрика ВУФКУ                                  |
| Два дні                                               | Геогрій Стабовий                              | 1927 | Перша кінофабрика ВУФКУ                                  |
| Звенигора                                             | Олександр Довженко                            | 1927 | Перша кінофабрика ВУФКУ                                  |
| Капелюх                                               | Мирон Білинський                              | 1927 | Перша кінофабрика, Одеський державний кінотехнікум ВУФКУ |
| Лісова людина                                         | Геогрій Стабовий                              | 1927 | Перша кінофабрика ВУФКУ                                  |
| Мітя                                                  | Микола Охлопков                               | 1927 | Перша кінофабрика ВУФКУ                                  |
| Млин на узліссі                                       | Вадим Юнаковський                             | 1927 | Перша кінофабрика, Одеський державний кінотехнікум ВУФКУ |
| Навздогін за щастям                                   | Марко Терещенко                               | 1927 | Перша кінофабрика ВУФКУ                                  |
| Непереможені                                          | Арнольд Кордюм                                | 1927 | Перша кінофабрика ВУФКУ                                  |
| Не по дорозі                                          | Марко Терещенко                               | 1927 | Перша кінофабрика ВУФКУ                                  |
| Примха Катерини II                                    | Петро Чардинін                                | 1927 | Перша кінофабрика ВУФКУ                                  |
| Сорочинський ярмарок                                  | Григорій Гричер-Чериковер                     | 1927 | Перша кінофабрика ВУФКУ                                  |
| Сумка дипкур'єра                                      | Олександр Довженко                            | 1927 | Перша кінофабрика ВУФКУ                                  |
| Тамілла                                               | Ертугрул Мухсін-Бей                           | 1927 | Перша кінофабрика ВУФКУ                                  |
| Цемент                                                | Володимир Вільнер                             | 1927 | Перша кінофабрика ВУФКУ                                  |
| Черевички (Ніч перед Різдвом)                         | Петро Чардинін                                | 1927 | Перша кінофабрика ВУФКУ                                  |
| Чортополох                                            | Павло Долина                                  | 1927 | Перша кінофабрика ВУФКУ                                  |
| Безпритульні                                          | Дмитро Ердман, Яків Геллер                    | 1928 | Перша кінофабрика ВУФКУ                                  |
| Бенефіс клоуна Жоржа                                  | Олександр Соловйов                            | 1928 | Перша кінофабрика ВУФКУ                                  |
| Буря                                                  | Павло Долина                                  | 1928 | Перша кінофабрика ВУФКУ                                  |
| Греблю прорвано                                       | Михайло Капчинський                           | 1928 | Перша кінофабрика ВУФКУ                                  |
| Двоє                                                  | Мирон Білинський                              | 1928 | Перша кінофабрика ВУФКУ                                  |
| Джиммі Хіггінс                                        | Георгій Тасін                                 | 1928 | Перша кінофабрика ВУФКУ                                  |
| Дівчина з палуби                                      | Олександр Перегуда, Георгій Кравченко         | 1928 | Перша кінофабрика ВУФКУ                                  |
| За монастирською стіною                               | Петро Чардинін                                | 1928 | Перша кінофабрика ВУФКУ                                  |
| За стіною                                             | Амвросій Бучма                                | 1928 | Перша кінофабрика ВУФКУ                                  |
| Крізь сльози                                          | Григорій Гричер-Чериковер                     | 1928 | Перша кінофабрика ВУФКУ                                  |
| Лавина                                                | Іван Перестіані                               | 1928 | Перша кінофабрика ВУФКУ                                  |
| Митрошка — солдат революції                           | Марко Терещенко                               | 1928 | Перша кінофабрика ВУФКУ                                  |
| На крилах книги                                       | Михайло Шор, Павло Долина                     | 1928 | Перша кінофабрика ВУФКУ                                  |
| Напередодні                                           | Григорій Гричер-Чериковер                     | 1928 | Перша кінофабрика ВУФКУ                                  |
| Нічний візник                                         | Георгій Тасін                                 | 1928 | Перша кінофабрика ВУФКУ                                  |
| Новими шляхами                                        | Павло Долина                                  | 1928 | Перша кінофабрика ВУФКУ                                  |
| Октябрюхов і Дєкабрюхов                               | Олексій Смирнов, Олександра Смирнова-Іскандер | 1928 | Перша кінофабрика ВУФКУ                                  |
| Очі, які бачили                                       | Володимир Вільнер                             | 1928 | Перша кінофабрика ВУФКУ                                  |
| Перлини Семираміди                                    | Геогрій Стабовий                              | 1928 | Перша кінофабрика ВУФКУ                                  |
| Поговір                                               | Іван Перестіані                               | 1928 | Перша кінофабрика ВУФКУ                                  |
| Пригоди полтинника                                    | Аксель Лундін                                 | 1928 | Перша кінофабрика ВУФКУ                                  |
| Продавець щастя                                       | Євген Косухін                                 | 1928 | Перша кінофабрика, Одеський державний кінотехнікум ВУФКУ |
| Проданий апетит                                       | Микола Охлопков                               | 1928 | Перша кінофабрика ВУФКУ                                  |
| Арсенал                                               | Олександр Довженко                            | 1929 | Перша кінофабрика ВУФКУ                                  |
| Велике горе маленької жінки                           | Марко Терещенко                               | 1929 | Перша кінофабрика ВУФКУ                                  |
| У заметах                                             | Павло Долина                                  | 1929 | Перша кінофабрика ВУФКУ                                  |
| Вирвана сторінка                                      | Олександр Індлін                              | 1929 | Одеський державний кінотехнікум ВУФКУ                    |
| Дві жінки                                             | Григорій Рошаль                               | 1929 | Перша кінофабрика ВУФКУ                                  |
| Експонат з паноптикому                                | Геогрій Стабовий                              | 1929 | Перша кінофабрика ВУФКУ                                  |
| Захар Беркут                                          | Йозеф Рона                                    | 1929 | Перша кінофабрика ВУФКУ                                  |
| Злива                                                 | Іван Кавалерідзе                              | 1929 | Перша кінофабрика ВУФКУ                                  |
| Легка кавалерія                                       | Ольга Улицька                                 | 1929 | Одеський державний кінотехнікум ВУФКУ                    |
| Пілот і дівчина                                       | Олександр Перегуда                            | 1929 | Перша кінофабрика ВУФКУ                                  |
| П'ять наречених                                       | Олександр Соловйов                            | 1929 | Перша кінофабрика ВУФКУ                                  |
| Суддя Рейтан                                          | Фавст Лопатинський                            | 1929 | Перша кінофабрика ВУФКУ                                  |
| Темне царство                                         | Олександр Гавронський, Юрій Винокуров         | 1929 | Перша кінофабрика ВУФКУ                                  |
| Тобі дарую                                            | Василь Радиш                                  | 1929 | Перша кінофабрика ВУФКУ                                  |
| Хлопчик з табору                                      | Олександр Штрижак                             | 1929 | Перша кінофабрика ВУФКУ                                  |
| Царський острів                                       | Григорій Гричер-Чериковер                     | 1929 | Перша кінофабрика ВУФКУ                                  |
| Шлях до перемоги                                      | Геогрій Стабовий                              | 1930 | Перша кінофабрика ВУФКУ                                  |
| Баштанська республіка                                 | Соломон Лазурін                               | 1930 | Одеська кінофабрика «Українфільм»                        |
| Болотяні вогні                                        | Дмитро Ердман, Віктор Біязі                   | 1930 | Одеська кінофабрика «Українфільм»                        |
| Все спокійно                                          | Карл Томський                                 | 1930 | Одеська кінофабрика «Українфільм»                        |
| Гегемон                                               | Микола Шпиковський                            | 1930 | Одеська кінофабрика «Українфільм»                        |
| Гігієна жінки                                         | Євгенія Григорович                            | 1930 | Одеська кінофабрика «Українфільм»                        |
| Гість з Мекки                                         | Георгій Тасін                                 | 1930 | Одеська кінофабрика «Українфільм»                        |
| Двадцять п'ять тисяч                                  | Геогрій Стабовий                              | 1930 | Одеська кінофабрика «Українфільм»                        |
| Їхня вулиця                                           | Яків Геллер                                   | 1930 | Одеська кінофабрика «Українфільм»                        |
| Криголам «Литке»                                      | Яків Геллер                                   | 1930 | Одеська кінофабрика «Українфільм»                        |
| Людина з містечка                                     | Григорій Рошаль                               | 1930 | Одеська кінофабрика «Українфільм»                        |
| Навалися!                                             | Фавст Лопатинський                            | 1930 | Одеська кінофабрика «Українфільм»                        |
| Перекоп                                               | Іван Кавалерідзе                              | 1930 | Одеська кінофабрика «Українфільм»                        |
| Підірвані дні                                         | Олександр Соловйов                            | 1930 | Одеська кінофабрика «Українфільм»                        |
| Право батьків                                         | Віра Строєва                                  | 1930 | Одеська кінофабрика «Українфільм»                        |
| Прийомиш                                              | Олександр Штрижак                             | 1930 | Одеська кінофабрика «Українфільм»                        |
| Солоні хлопці                                         | Георгій Тасін                                 | 1930 | Одеська кінофабрика «Українфільм»                        |
| Ступати заважають (Їхня влада)                        | Геогрій Стабовий                              | 1930 | Одеська кінофабрика «Українфільм»                        |
| Хранитель музею                                       | Борис Тягно                                   | 1930 | Одеська кінофабрика «Українфільм»                        |
| Червонці                                              | Петро Чардинін, Михайло Шор                   | 1930 | Одеська кінофабрика «Українфільм»                        |
| Чистка (Скринька)                                     | Ханан Шмаїн                                   | 1930 | Одеська кінофабрика «Українфільм»                        |
| Штурм землі                                           | Лука Ляшенко                                  | 1930 | Одеська кінофабрика «Українфільм»                        |

### 1931—1941
| Назва                               | Режисер                              | Рік  | Назва кіностудії                                        |
| ----------------------------------- | ------------------------------------ | ---- | ------------------------------------------------------- |
| Авангард                            | Микола Шпиковський                   | 1931 | Одеська кінофабрика «Українфільм»                       |
| Бабусина кофта                      | Яків Геллер                          | 1931 | Одеська кінофабрика «Українфільм»                       |
| Вовчий хутір                        | Олександр Штрижак                    | 1931 | Одеська кінофабрика «Українфільм»                       |
| Діти шахтарів                       | Олексій Маслюков                     | 1931 | Одеська кінофабрика "Українфільм                        |
| Зміна росте                         | Лазар Бодик                          | 1931 | Одеська кінофабрика «Українфільм»                       |
| Кармелюк                            | Фавст Лопатинський                   | 1931 | Одеська кінофабрика, Київська кінофабрика «Українфільм» |
| Кротячі нори                        | Карл Томський                        | 1931 | Одеська кінофабрика «Українфільм»                       |
| Ленінське містечко                  | Євгенія Григорович                   | 1931 | Одеська кінофабрика «Українфільм»                       |
| На великому шляху                   | Василь Радиш                         | 1931 | Одеська кінофабрика «Українфільм»                       |
| Народження героїні                  | Олексій Маслюков, Костянтин Ігнатьєв | 1931 | Одеська кінофабрика «Українфільм»                       |
| Похила Олена                        | Семен Кореняк                        | 1931 | Одеська кінофабрика «Українфільм»                       |
| Приймак                             | Олександр Штрижак                    | 1931 | Одеська кінофабрика «Українфільм»                       |
| Свині завжди свині                  | Ханан Шмаїн                          | 1931 | Одеська кінофабрика «Українфільм»                       |
| Хода мільйонів                      | Карл Томський                        | 1931 | Одеська кінофабрика «Українфільм»                       |
| Штурмові ночі                       | Іван Кавалерідзе                     | 1931 | Одеська кінофабрика «Українфільм»                       |
| Ясночервоне вугілля                 | Микола Савватєєв                     | 1931 | Одеська кінофабрика «Українфільм»                       |
| Атака                               | Георгій Тасін                        | 1932 | Одеська кінофабрика «Українфільм»                       |
| Випадок в степу                     | Петро Чардинін                       | 1932 | Одеська кінофабрика «Українфільм»                       |
| Вирішальний старт                   | Борис Тягно                          | 1932 | Одеська кінофабрика «Українфільм»                       |
| Вогні доків                         | Петро Чардинін                       | 1932 | Одеська кінофабрика «Українфільм»                       |
| Зореносці                           | Олександр Штрижак                    | 1932 | Одеська кінофабрика «Українфільм»                       |
| Мокра пристань                      | Мирон Білинський                     | 1932 | Одеська кінофабрика «Українфільм»                       |
| Поздоровляю з переходом             | Євгенія Григорович                   | 1932 | Одеська кінофабрика «Українфільм»                       |
| Смачного                            | Ханан Шмаїн                          | 1933 | Одеська кінофабрика «Українфільм»                       |
| Коліївщина                          | Іван Кавалерідзе                     | 1933 | Одеська кінофабрика «Українфільм»                       |
| «Каховський плацдарм»/ «Суворі дні» | Олександр Штрижак                    | 1933 | Одеська кінофабрика «Українфільм»                       |
| Велика гра                          | Георгій Тасін                        | 1934 | Одеська кінофабрика «Українфільм»                       |
| Дочка партизана                     | Мечислава Маєвська, Олексій Маслюков | 1934 | Одеська кінофабрика «Українфільм»                       |
| Страта                              | Мирон Білинський                     | 1934 | Одеська кінофабрика «Українфільм»                       |
| Буддьониші                          | Євгенія Григорович                   | 1935 | Одеська кінофабрика «Українфільм»                       |
| Кондуїт                             | Борис Шелонцев                       | 1935 | Одеська кінофабрика «Українфільм»                       |
| Застава біля чортового броду        | Костянтин Ісаєв                      | 1936 | Одеська кінофабрика «Українфільм»                       |
| Карл Бруннер                        | Мечислава Маєвська, Олексій Маслюков | 1936 | Одеська кінофабрика «Українфільм»                       |
| Над річкою бережком                 | Віталій Кучвальський                 | 1936 | Одеська кінофабрика «Українфільм»                       |
| Повінь                              | Микола Садкович, Лев Голуб           | 1936 | Одеська кінофабрика «Українфільм»                       |
| Пригоди Петрушки                    | Костянтин Ісаєв                      | 1936 | Одеська кінофабрика «Українфільм»                       |
| Сонячний маскарад                   | Євгенія Григорович                   | 1936 | Одеська кінофабрика «Українфільм»                       |
| Гірська квітка (Едельвейс)          | Василь Артеменко                     | 1937 | Одеська кінофабрика «Українфільм»                       |
| Іноземка                            | Володимир Гончуков                   | 1937 | Одеська кінофабрика «Українфільм»                       |
| Назар Стодоля                       | Георгій Тасін                        | 1937 | Одеська кінофабрика «Українфільм»                       |
| Пальма                              | Ю. Гольцев                           | 1937 | Одеська кінофабрика «Українфільм»                       |
| Кармелюк                            | Георгій Тасін                        | 1938 | Одеська кіностудія                                      |
| Мати                                | Ю. Гольцев                           | 1938 | Одеська кіностудія                                      |
| Митько Лелюк                        | Мечислава Маєвська, Олексій Маслюков | 1938 | Одеська кіностудія                                      |
| Морський пост                       | Володимир Гончуков                   | 1938 | Одеська кіностудія                                      |
| Педро                               | Борис Митякін                        | 1938 | Одеська Перша комсомольська кіностудія                  |
| Стара фортеця                       | Мирон Білинський                     | 1938 | Одеська кіностудія                                      |
| Моряки                              | Володимир Браун                      | 1939 | Одеська кіностудія художніх фільмів                     |
| Сімнядцятилітні                     | Мирон Білинський                     | 1939 | Одеська кіностудія                                      |
| Небеса                              | Юрій Тарич                           | 1940 | Одеська кіностудія                                      |
| Танкер «Дербент»                    | Олександр Файнциммер                 | 1940 | Одеська кіностудія                                      |
| Боксери                             | Володимир Гончуков                   | 1941 | Одеська кіностудія художніх фільмів                     |
| Донька моряка                       | Георгій Тасін                        | 1941 | Одеська кіностудія художніх фільмів                     |
| Остання черга                       | Георгій Тасін                        | 1941 | Одеська кіностудія, Ташкентська кіностудія              |
| Морський яструб                     | Володимир Браун                      | 1941 | Одеська кіностудія, Ташкентська кіностудія              |
| Прохорівна                          | Лазар Юдін                           | 1941 | Одеська кіностудія, Ташкентська кіностудія              |
| Таємничий острів                    | Едуард Пенцлін                       | 1941 | Одеська кіностудія                                      |

### 1954—1970
| Назва                                              | Режисер                                 | Рік  | Назва кіностудії                    |
| -------------------------------------------------- | --------------------------------------- | ---- | ----------------------------------- |
| Морський мисливець                                 | Владімір Нємоляєв                       | 1954 | Мосфільм, Чорноморська кінофабрика  |
| Тінь біля пірсу                                    | Михайло Вінярський                      | 1955 | Одеська кіностудія художніх фільмів |
| Шарф коханої                                       | Євген Іванов-Барков                     | 1955 | Одеська кіностудія художніх фільмів |
| Білий пудель                                       | Маріанна Рошаль, Владімір Шредель       | 1956 | Одеська кіностудія художніх фільмів |
| Весна на Зарічній вулиці                           | Фелікс Миронер, Марлен Хуцієв           | 1956 | Одеська кіностудія художніх фільмів |
| Капітан «Старої черепахи»                          | Всеволод Воронін, Генріх Габай          | 1956 | Одеська кіностудія художніх фільмів |
| Коні не винні                                      | Станіслав Комар                         | 1956 | Одеська кіностудія художніх фільмів |
| Пе-Коптьор                                         | Володимир Карасьов                      | 1956 | Одеська кіностудія художніх фільмів |
| Ти молодець, Аніто!                                | Володимир Кочетов, Євген Некрасов       | 1956 | Одеська кіностудія художніх фільмів |
| Координати невідомі                                | Михайло Вінярський                      | 1957 | Одеська кіностудія художніх фільмів |
| Матрос зійшов на берег                             | Григорій Аронов, Лев Данилов            | 1957 | Одеська кіностудія художніх фільмів |
| Моя донька                                         | Віктор Жилін                            | 1957 | Одеська кіностудія художніх фільмів |
| Орлятко                                            | Едуард Бочаров                          | 1957 | Одеська кіностудія художніх фільмів |
| Повість про перше кохання                          | Василь Левін                            | 1957 | Одеська кіностудія художніх фільмів |
| Сторінки минулого                                  | Володимир Кочетов, Євген Ташков         | 1957 | Одеська кіностудія художніх фільмів |
| Вулиця молодості                                   | Фелікс Миронер                          | 1958 | Одеська кіностудія художніх фільмів |
| Два Федори                                         | Марлен Хуцієв                           | 1958 | Одеська кіностудія художніх фільмів |
| ...зміна починається о шостій                      | Всеволод Воронін                        | 1958 | Одеська кіностудія художніх фільмів |
| На зеленій землі моїй…                             | Річард Вікторов, Ігор Шишов             | 1958 | Одеська кіностудія художніх фільмів |
| Виправленому вірити                                | Віктор Жилін                            | 1959 | Одеська кіностудія художніх фільмів |
| Зелений фургон                                     | Генріх Габай                            | 1959 | Одеська кіностудія художніх фільмів |
| Мрії здійснюються                                  | Михайло Вінярський                      | 1959 | Одеська кіностудія художніх фільмів |
| Спрага                                             | Євген Ташков                            | 1959 | Одеська кіностудія художніх фільмів |
| Чорноморочка                                       | Олексій Корєнєв                         | 1959 | Одеська кіностудія художніх фільмів |
| Як посварився Іван Іванович з Іваном Никифоровичем | Володимир Карасьов                      | 1959 | Одеська кіностудія художніх фільмів |
| Їм було дев'ятнадцять...                           | Володимир Кочетов                       | 1960 | Одеська кіностудія художніх фільмів |
| Повернення                                         | Михайло Терещенко                       | 1960 | Одеська кіностудія художніх фільмів |
| Світло у вікні                                     | Володимир Кочетов                       | 1960 | Одеська кіностудія художніх фільмів |
| Сильніший за ураган                                | Василь Левін                            | 1960 | Одеська кіностудія художніх фільмів |
| Степові світанки                                   | Всеволод Воронін                        | 1960 | Одеська кіностудія художніх фільмів |
| Водив поїзди машиніст                              | Віктор Жилін                            | 1961 | Одеська кіностудія художніх фільмів |
| Ніколи                                             | Петро Тодоровський, Володимир Дяченко   | 1962 | Одеська кіностудія художніх фільмів |
| Сповідь                                            | Всеволод Воронін                        | 1962 | Одеська кіностудія художніх фільмів |
| Дивак-людина                                       | Володимир Кочетов                       | 1962 | Одеська кіностудія художніх фільмів |
| Перший тролейбус                                   | Ісидор Анненський                       | 1963 | Одеська кіностудія художніх фільмів |
| Приходьте завтра...                                | Євген Ташков                            | 1963 | Одеська кіностудія художніх фільмів |
| Дочка Стратіона                                    | Василь Левін                            | 1964 | Одеська кіностудія художніх фільмів |
| Наш чесний хліб                                    | Кіра Муратова, Олександр Муратов        | 1964 | Одеська кіностудія художніх фільмів |
| Вірність                                           | Петро Тодоровський                      | 1965 | Одеська кіностудія художніх фільмів |
| Ескадра повертає на захід                          | Мирон Білинський, Микола Вінграновський | 1965 | Одеська кіностудія художніх фільмів |
| Іноземка                                           | Костянтин Жук, Олександр Сєрий          | 1965 | Одеська кіностудія художніх фільмів |
| Комеск                                             | Іван Костюков                           | 1965 | Одеська кіностудія художніх фільмів |
| Погоня                                             | Радомир Василевський                    | 1965 | Одеська кіностудія художніх фільмів |
| Авдотья Павлівна                                   | Олександр Муратов                       | 1966 | Одеська кіностудія художніх фільмів |
| Вертикаль                                          | Станіслав Говорухін, Борис Дуров        | 1966 | Одеська кіностудія художніх фільмів |
| Прощавай                                           | Григорій Поженян                        | 1966 | Одеська кіностудія художніх фільмів |
| Формула райдуги                                    | Георгій Юнгвальд-Хількевич              | 1966 | Одеська кіностудія художніх фільмів |
| Дубравка                                           | Радомир Василевський                    | 1967 | Одеська кіностудія художніх фільмів |
| Короткі зустрічі                                   | Кіра Муратова                           | 1967 | Одеська кіностудія художніх фільмів |
| Особлива думка                                     | Віктор Жилін                            | 1967 | Одеська кіностудія художніх фільмів |
| Пошук                                              | Євген Хринюк                            | 1967 | Одеська кіностудія художніх фільмів |
| Продавець повітря                                  | Володимир Рябцев                        | 1967 | Одеська кіностудія художніх фільмів |
| Випадок зі слідчої практики                        | Леонід Агранович                        | 1968 | Одеська кіностудія художніх фільмів |
| День янгола                                        | Станіслав Говорухін                     | 1968 | Одеська кіностудія художніх фільмів |
| Золотий годинник                                   | Марк Толмачов                           | 1968 | Одеська кіностудія художніх фільмів |
| Один шанс із тисячі                                | Леон Кочарян                            | 1968 | Одеська кіностудія художніх фільмів |
| Білий вибух                                        | Станіслав Говорухін                     | 1969 | Одеська кіностудія художніх фільмів |
| Якщо є вітрила                                     | Валентин Козачков                       | 1969 | Одеська кіностудія художніх фільмів |
| Небезпечні гастролі                                | Георгій Юнгвальд-Хількевич              | 1969 | Одеська кіностудія художніх фільмів |
| Повість про чекіста                                | Борис Дуров, Степан Пучинян             | 1969 | Одеська кіностудія художніх фільмів |
| Увага, цунамі!                                     | Георгій Юнгвальд-Хількевич              | 1969 | Одеська кіностудія художніх фільмів |
| Щасливий Кукушкін                                  | Олександр Павловський                   | 1970 | Одеська кіностудія художніх фільмів |
| А людина грає на трубі                             | Борис Дуров                             | 1970 | Одеська кіностудія художніх фільмів |
| Валерка, Ремка + ...                               | Валентин Козачков                       | 1970 | Одеська кіностудія художніх фільмів |
| Крок з даху                                        | Радомир Василевський                    | 1970 | Одеська кіностудія художніх фільмів |
| Між високими хлібами                               | Леонід Мілліонщіков                     | 1970 | Одеська кіностудія художніх фільмів |
| Міський романс                                     | Петро Тодоровський                      | 1970 | Одеська кіностудія художніх фільмів |
| Севастополь                                        | Валерій Ісаков                          | 1970 | Одеська кіностудія художніх фільмів |
| Чортова дюжина                                     | Віктор Жилін                            | 1970 | Одеська кіностудія художніх фільмів |
| Что там, за поворотом?/ Що там, за поворотом?      | Марк Толмачев                           | 1970 | Одеська кіностудія художніх фільмів |

### 1971—1980
| Назва                                                     | Режисер                                   | Рік  | Назва кіностудії                                          |
| --------------------------------------------------------- | ----------------------------------------- | ---- | --------------------------------------------------------- |
| Відвага / Відвага                                         | Георгій Юнгвальд-Хількевич                | 1971 | Одеська кіностудія художніх фільмів                       |
| Довгі проводи                                             | Кіра Муратова                             | 1971 | Одеська кіностудія художніх фільмів                       |
| Море нашої надії                                          | Георгій Овчаренко                         | 1971 | Одеська кіностудія художніх фільмів                       |
| Потяг у далекий серпень                                   | Вадим Лисенко                             | 1971 | Одеська кіностудія художніх фільмів                       |
| Остання справа комісара Берлаха                           | Василь Левін                              | 1971 | Одеська кіностудія художніх фільмів                       |
| «Тигри» на льоду                                          | Іван Горобець, Валентин Козачков          | 1971 | Одеська кіностудія художніх фільмів                       |
| Вершники                                                  | Вадим Костроменко                         | 1972 | Одеська кіностудія художніх фільмів                       |
| Сутичка                                                   | Степан Пучинян                            | 1972 | Одеська кіностудія художніх фільмів                       |
| Життя та дивовижні пригоди Робінзона Крузо                | Станіслав Говорухін                       | 1972 | Одеська кіностудія художніх фільмів                       |
| За твою долю                                              | Тимур Золоєв                              | 1972 | Одеська кіностудія художніх фільмів                       |
| Петька у космосі                                          | Георгій Юнгвальд-Хількевич                | 1972 | Одеська кіностудія художніх фільмів                       |
| Увімкніть північне сяйво                                  | Радомир Василевський                      | 1972 | Одеська кіностудія художніх фільмів                       |
| Юлька                                                     | Констянтин Жук                            | 1972 | Одеська кіностудія художніх фільмів                       |
| До останньої хвилини                                      | Валерій Ісаков                            | 1973 | Одеська кіностудія художніх фільмів                       |
| Про Вітю, про Машу і морську піхоту                       | Михайло Пташук                            | 1973 | Одеська кіностудія художніх фільмів                       |
| Ринг                                                      | Віллен Новак                              | 1973 | Одеська кіностудія художніх фільмів                       |
| Хлопчину звали Капітаном                                  | Марк Толмачов                             | 1973 | Одеська кіностудія художніх фільмів                       |
| Є у мене друг                                             | Юлія Толчина                              | 1974 | Одеська кіностудія художніх фільмів                       |
| Здрастуйте, лікарю!                                       | Василь Левін                              | 1974 | Одеська кіностудія художніх фільмів                       |
| Контрабанда                                               | Станіслав Говорухін                       | 1974 | Одеська кіностудія художніх фільмів                       |
| Ответная мера/ Відповідна міра                            | Вадим Костроменко                         | 1974 | Одеська кіностудія художніх фільмів                       |
| Прощавайте, фараони!                                      | В'ячеслав Винник, Давид Черкаський        | 1974 | Одеська кіностудія художніх фільмів                       |
| Розповіді про Кешку та його друзів                        | Радомир Василевський                      | 1974 | Одеська кіностудія художніх фільмів                       |
| Спадкоємці                                                | Валерій Ісаков                            | 1974 | Одеська кіностудія художніх фільмів                       |
| Следую своим курсом/ Іду своїм курсом                     | Вадим Лисенко                             | 1974 | Одеська кіностудія художніх фільмів                       |
| Ар-хі-ме-ди!                                              | Олександр Павловський                     | 1975 | Одеська кіностудія художніх фільмів                       |
| Капітан Немо                                              | Василь Левін                              | 1975 | Одеська кіностудія художніх фільмів                       |
| Хлопчаки їхали на фронт                                   | Валентин Козачков                         | 1975 | Одеська кіностудія художніх фільмів                       |
| Чарівне коло                                              | Валентин Козачков                         | 1976 | Одеська кіностудія художніх фільмів                       |
| Мене чекають на землі                                     | Марк Толмачов                             | 1976 | Одеська кіностудія художніх фільмів                       |
| Тимур і його команда                                      | Олександр Бланк                           | 1976 | Одеська кіностудія художніх фільмів                       |
| Тиха Одеса                                                | Валерій Ісаков                            | 1976 | Одеська кіностудія художніх фільмів                       |
| Туфлі з золотими пряжками                                 | Георгій Юнгвальд-Хількевич                | 1976 | Одеська кіностудія художніх фільмів                       |
| Чарівний голос Джельсоміно                                | Тамара Лисиціан                           | 1977 | Одеська кіностудія художніх фільмів                       |
| Втеча з в'язниці                                          | Радомир Василевський                      | 1977 | Одеська кіностудія художніх фільмів                       |
| Де ти, Багіро?/ Где ты, Багира?                           | Василь Левін                              | 1977 | Одеська кіностудія художніх фільмів                       |
| Ненависть                                                 | Самвел Гаспаров                           | 1977 | Одеська кіностудія художніх фільмів                       |
| Відпустка, яка не відбулася                               | Тимур Золоєв                              | 1977 | Одеська кіностудія художніх фільмів                       |
| Подарунок долі                                            | Олександр Павловський, Леонід Павловський | 1977 | Одеська кіностудія художніх фільмів                       |
| Свідоцтво про бідність                                    | Самвел Гаспаров                           | 1977 | Одеська кіностудія художніх фільмів                       |
| Син                                                       | Геннадій Глаголєв                         | 1977 | Одеська кіностудія художніх фільмів                       |
| Фантазії Веснухіна                                        | Валерий Харченко                          | 1977 | Одеська кіностудія художніх фільмів                       |
| Фотографії на стіні                                       | Анатолій Васильєв                         | 1977 | Одеська кіностудія художніх фільмів                       |
| Хліб дитинства мого                                       | Ярослав Лупій                             | 1977 | Одеська кіностудія художніх фільмів                       |
| Квіти для Олі                                             | Радомир Василевський                      | 1977 | Одеська кіностудія художніх фільмів                       |
| А до нас приїхав цирк                                     | Анатолій Рєзніков                         | 1978 | Одеська кіностудія художніх фільмів                       |
| Артем                                                     | Микола Кошелєв                            | 1978 | Одеська кіностудія художніх фільмів                       |
| Де ти був, Одіссею?                                       | Тимур Золоєв                              | 1978 | Одеська кіностудія художніх фільмів                       |
| Д'Артаньян та три мушкетери                               | Георгій Юнгвальд-Хількевич                | 1978 | Одеська кіностудія художніх фільмів                       |
| Квартет Гварнери / Квартет Гварнері                       | Вадим Костроменко                         | 1978 | Одеська кіностудія художніх фільмів                       |
| Маршал революції                                          | Сергій Линьков                            | 1978 | Одеська кіностудія художніх фільмів                       |
| По вулицях комод водили…                                  | Марк Гєнін, Микола Ковальський            | 1978 | Одеська кіностудія художніх фільмів                       |
| Струны для гавайской гитары/ Струни для гавайської гітари | Олександр Павловський                     | 1978 | Одеська кіностудія художніх фільмів                       |
| У мене все гаразд                                         | Олександр Ігішев                          | 1978 | Одеська кіностудія художніх фільмів                       |
| Червоні дипкур'єри                                        | Віллен Новак                              | 1978 | Одеська кіностудія художніх фільмів                       |
| Алегро з вогнем                                           | Володимир Стрєлков                        | 1979 | Одеська кіностудія художніх фільмів                       |
| Забудьте слово «смерть»                                   | Самвел Гаспаров                           | 1979 | Одеська кіностудія художніх фільмів                       |
| Загін особливого призначення                              | Вадим Лисенко                             | 1979 | Одеська кіностудія художніх фільмів                       |
| Іподром                                                   | Радомир Василевський                      | 1979 | Одеська кіностудія художніх фільмів                       |
| Камертон                                                  | Віллен Новак                              | 1979 | Одеська кіностудія художніх фільмів                       |
| Козаки-розбійники                                         | Валентин Козачков                         | 1979 | Одеська кіностудія художніх фільмів                       |
| Місце зустрічі змінити не можна                           | Станіслав Говорухін                       | 1979 | Одеська кіностудія художніх фільмів                       |
| Особливо небезпечні...                                    | Суламбек Мамілов                          | 1979 | Одеська кіностудія художніх фільмів                       |
| Циган/ Цыган                                              | Олександр Бланк                           | 1979 | Одеська кіностудія художніх фільмів                       |
| Шкіра білого ведмедя                                      | Вадим Костроменко                         | 1979 | Одеська кіностудія художніх фільмів                       |
| Пригоди Електроніка                                       | Костянтин Бромберг                        | 1979 | Одеська кіностудія художніх фільмів/ к/ст ім. М. Горького |
| Второе рождение / Друге народження                        | Тимур Золоєв                              | 1980 | Одеська кіностудія художніх фільмів                       |
| Глубокие родственники/ Глибокі родичі                     | Сергій Ашкеназі                           | 1980 | Одеська кіностудія художніх фільмів                       |
| Гість                                                     | Ігор Мінаєв                               | 1980 | Одеська кіностудія художніх фільмів                       |
| Квіти лугові                                              | Вадим Лисенко                             | 1980 | Одеська кіностудія художніх фільмів                       |
| Клоун                                                     | Наталя Медюк                              | 1980 | Одеська кіностудія художніх фільмів                       |
| Незакінчений урок                                         | Анатолій Тютюнник                         | 1980 | Одеська кіностудія художніх фільмів                       |
| Петля Оріона                                              | Василь Левін                              | 1980 | Одеська кіностудія художніх фільмів                       |
| Тільки в м'юзік холі                                      | Микола Ковальський                        | 1980 | Одеська кіностудія художніх фільмів                       |

### 1981—1990
| Назва                                                                                            | Режисер                                    | Рік  | Назва кіностудії                                                              |
| ------------------------------------------------------------------------------------------------ | ------------------------------------------ | ---- | ----------------------------------------------------------------------------- |
| Бережіть жінок                                                                                   | Віктор Макаров, Олександр Полинников       | 1981 | Одеська кіностудія художніх фільмів                                           |
| Білий танець                                                                                     | Валентин Виноградов                        | 1981 | Одеська кіностудія художніх фільмів                                           |
| Бій на перехресті                                                                                | Анатолій Тютюнник                          | 1981 | Одеська кіностудія художніх фільмів                                           |
| Вторгнення                                                                                       | Віллен Новак                               | 1980 | Одеська кіностудія художніх фільмів                                           |
| Депутатська година                                                                               | Олександр Павловський                      | 1981 | Одеська кіностудія художніх фільмів                                           |
| Долгий путь в лабиринте/ Довгий шлях в лабіринті                                                 | Василь Левін                               | 1981 | Одеська кіностудія художніх фільмів                                           |
| Золотые туфельки/ Золоті черевички                                                               | Валентин Козачков                          | 1981 | Одеська кіностудія художніх фільмів                                           |
| Колесо истории / Колесо історії                                                                  | Станіслав Клименко                         | 1981 | Одеська кіностудія художніх фільмів                                           |
| Крупна розмова                                                                                   | Генадій Глаголєв                           | 1981 | Одеська кіностудія художніх фільмів                                           |
| Куди він дінеться!                                                                               | Георгій Юнгвальд-Хількевич                 | 1981 | Одеська кіностудія художніх фільмів                                           |
| Очікування полковника Шалигіна                                                                   | Тимур Золоєв                               | 1981 | Одеська кіностудія художніх фільмів                                           |
| Пригоди Тома Сойєра і Гекльберрі Фінна                                                           | Станіслав Говорухін                        | 1981 | Одеська кіностудія художніх фільмів                                           |
| Сказки старого волшебника/ Казки старого чарівника                                               | Наталья Збандут                            | 1981 | Одеська кіностудія художніх фільмів                                           |
| Сто радощів, або Книга великих відкриттів                                                        | Ярослав Лупій                              | 1981 | Одеська кіностудія художніх фільмів                                           |
| Третій вимір                                                                                     | Віллен Новак                               | 1981 | Одеська кіностудія художніх фільмів                                           |
| Школа                                                                                            | Михайло Іллєнко                            | 1981 | Одеська кіностудія художніх фільмів                                           |
| Я — Хортиця                                                                                      | Олександр Ігішев                           | 1981 | Одеська кіностудія художніх фільмів                                           |
| 4:0 на користь Тетянки                                                                           | Радомир Василевський                       | 1982 | Одеська кіностудія художніх фільмів                                           |
| Весільний подарунок                                                                              | Ролан Биков, Резо Эсадзе, Олександр Агишев | 1982 | Одеська кіностудія художніх фільмів                                           |
| Взяти живим                                                                                      | Вадим Лисенко                              | 1982 | Одеська кіностудія художніх фільмів                                           |
| Екіпаж машини бойової                                                                            | Віталій Василевський                       | 1982 | Одеська кіностудія художніх фільмів                                           |
| Жіночі радощі й печалі                                                                           | Юрій Чорний                                | 1982 | Одеська кіностудія художніх фільмів                                           |
| Просто жах!                                                                                      | Олександр Полинніков                       | 1982 | Одеська кіностудія художніх фільмів                                           |
| Розбіг                                                                                           | Генадій Глаголєв                           | 1982 | Одеська кіностудія художніх фільмів                                           |
| Сто первый/ Сто перший                                                                           | Вадим Костроменко                          | 1982 | Одеська кіностудія художніх фільмів                                           |
| Чародії                                                                                          | Констянтин Бромберг                        | 1982 | Одеська кіностудія художніх фільмів                                           |
| Час для роздумів                                                                                 | Сергій Ашкеназі                            | 1982 | Одеська кіностудія художніх фільмів                                           |
| Весна надії                                                                                      | Тимур Золоєв                               | 1983 | Одеська кіностудія художніх фільмів                                           |
| Військово-польовий роман                                                                         | Петро Тодоровський                         | 1983 | Одеська кіностудія художніх фільмів                                           |
| Двоє під однією парасолькою                                                                      | Георгій Юнгвальд-Хількевич                 | 1983 | Одеська кіностудія художніх фільмів                                           |
| Незнайка з нашого двору                                                                          | Ігор Апасян                                | 1983 | Одеська кіностудія художніх фільмів                                           |
| Пригоди Петрова і Васєчкіна, звичайні й неймовірні                                               | Володимир Алеников                         | 1983 | Одеська кіностудія художніх фільмів                                           |
| Серед сірого каміння                                                                             | Кіра Муратова                              | 1983 | Одеська кіностудія художніх фільмів                                           |
| Тепло рідного дому                                                                               | Геннадій Карюк                             | 1983 | Одеська кіностудія художніх фільмів                                           |
| Трест, що луснув                                                                                 | Олександр Павловський                      | 1983 | Одеська кіностудія художніх фільмів                                           |
| Две версии одного столкновения/ Дві версії одного зіткнення                                      | Віллен Новак                               | 1984 | Одеська кіностудія художніх фільмів                                           |
| Дій за обставинами!..                                                                            | Іван Горобець                              | 1984 | Одеська кіностудія художніх фільмів                                           |
| За два кроки від «Раю»                                                                           | Тимур Золоєв                               | 1984 | Одеська кіностудія художніх фільмів                                           |
| Зелений фургон                                                                                   | Олександр Павловський                      | 1984 | Одеська кіностудія художніх фільмів                                           |
| Пока не выпал снег… / Поки не випав сніг...                                                      | Ігор Апасян                                | 1984 | Одеська кіностудія художніх фільмів                                           |
| Щеня/ Щенок                                                                                      | Олександр Гришин                           | 1984 | Одеська кіностудія художніх фільмів                                           |
| Що у Сеньки було                                                                                 | Радомир Василевський                       | 1984 | Одеська кіностудія художніх фільмів                                           |
| Берег його життя                                                                                 | Юрій Соломін                               | 1985 | Одеська кіностудія художніх фільмів                                           |
| Дайте нам чоловіків!                                                                             | Радомир Василевський                       | 1985 | Одеська кіностудія художніх фільмів                                           |
| Коли стають дорослими                                                                            | Сергій Ашкеназі                            | 1985 | Одеська кіностудія художніх фільмів                                           |
| Любочка                                                                                          | Валерій Федосов                            | 1985 | Одеська кіностудія художніх фільмів                                           |
| Подвиг Одеси                                                                                     | Володимир Стрєлков                         | 1985 | Одеська кіностудія художніх фільмів                                           |
| Сезон див                                                                                        | Георгій Юнгвальд-Хількевич                 | 1985 | Одеська кіностудія художніх фільмів                                           |
| Спокуса Дон-Жуана                                                                                | Григорій Колтунов, Василь Левін            | 1985 | Одеська кіностудія художніх фільмів                                           |
| У пошуках капітана Гранта                                                                        | Станіслав Говорухін                        | 1985 | Одеська кіностудія художніх фільмів/ Бояна (БНР)                              |
| Без сына не приходи!/ Без сина не приходь!                                                       | Радомир Василевський                       | 1986 | Одеська кіностудія художніх фільмів                                           |
| В одну-единственную жизнь/ В одне-єдине життя                                                    | Ігор Апасян                                | 1986 | Одеська кіностудія художніх фільмів                                           |
| Выше Радуги/Вище Радуги                                                                          | Георгій Юнгвальд-Хількевич                 | 1986 | Одеська кіностудія художніх фільмів                                           |
| Жалоба/ Скарга                                                                                   | Тимур Золоєв                               | 1986 | Одеська кіностудія художніх фільмів                                           |
| Мільйон у шлюбному кошику                                                                        | Всеволод Шиловський                        | 1986 | Одеська кіностудія художніх фільмів                                           |
| На острие меча/На вістрі меча                                                                    | Олександр Павловський                      | 1986 | Одеська кіностудія художніх фільмів                                           |
| Повод                                                                                            | Олександр Полинніков                       | 1986 | Одеська кіностудія художніх фільмів                                           |
| Поїзд поза розкладом                                                                             | Олександр Гришин                           | 1986 | Одеська кіностудія художніх фільмів                                           |
| Розмах крил                                                                                      | Геннадій Глаголєв                          | 1986 | Одеська кіностудія художніх фільмів                                           |
| Удивительная находка, или Самые обыкновенные чудеса/Дивовижна знахідка, або Самі звичайні чудеса | Марк Толмачов                              | 1986 | Одеська кіностудія художніх фільмів                                           |
| Данило — князь Галицький                                                                         | Ярослав Лупій                              | 1987 | Одеська кіностудія художніх фільмів                                           |
| Десять негритят                                                                                  | Станіслав Говорухін                        | 1987 | Одеська кіностудія художніх фільмів                                           |
| Обранець долі                                                                                    | Всеволод Шиловський                        | 1987 | Одеська кіностудія художніх фільмів                                           |
| На своїй землі                                                                                   | Ігор Апасян                                | 1987 | Одеська кіностудія художніх фільмів                                           |
| Опік                                                                                             | Геннадій Глаголєв                          | 1987 | Одеська кіностудія художніх фільмів                                           |
| Секретний фарватер                                                                               | Вадим Костроменко                          | 1987 | Одеська кіностудія художніх фільмів                                           |
| Топінамбури                                                                                      | Валентин Козачков                          | 1987 | Одеська кіностудія художніх фільмів                                           |
| У Криму не завжди літо                                                                           | Віллен Новак                               | 1987 | Одеська кіностудія художніх фільмів                                           |
| Холодний березень                                                                                | Ігор Мінаєв                                | 1987 | Одеська кіностудія художніх фільмів                                           |
| В'язень замку Іф                                                                                 | Георгій Юнгвальд-Хількевич                 | 1988 | Одеська кіностудія художніх фільмів/ Совинфильм (СССР)/ Інтра-Медія (Франція) |
| Дежа вю                                                                                          | Юліуш Махульський                          | 1989 | Одеська кіностудія художніх фільмів                                           |
| Кримінальний талант                                                                              | Сергій Ашкеназі                            | 1988 | Одеська кіностудія художніх фільмів                                           |
| Приморський бульвар                                                                              | Олександр Полинніков                       | 1988 | Одеська кіностудія художніх фільмів                                           |
| Ранкове шосе                                                                                     | Валерій Федосов                            | 1988 | Одеська кіностудія художніх фільмів                                           |
| Это было прошлым летом/ Це було минулого літа                                                    | Наталя Збандут                             | 1988 | Одеська кіностудія художніх фільмів                                           |
| Астенічний синдром                                                                               | Кіра Муратова                              | 1989 | Одеська кіностудія художніх фільмів                                           |
| Возьми меня с собой/ Візьми мене з собою                                                         | Олександр Полинніков                       | 1989 | Одеська кіностудія художніх фільмів                                           |
| Гу-га                                                                                            | Віллен Новак                               | 1989 | Одеська кіностудія художніх фільмів                                           |
| Мистецтво жити в Одесі                                                                           | Георгій Юнгвальд-Хількевич                 | 1989 | Одеська кіностудія художніх фільмів                                           |
| Спадкоємиця Ніки                                                                                 | Вадим Лисенко                              | 1989 | Одеська кіностудія художніх фільмів                                           |
| Світла особистість                                                                               | Олександр Павловський                      | 1989 | Одеська кіностудія художніх фільмів                                           |
| Невстановлена особа                                                                              | Наталя Збандут                             | 1990 | Одеська кіновідеостудія (Одеська кіностудія художніх фільмів)                 |
| Гамбрінус                                                                                        | Дмитро Мєсхієв                             | 1990 | Одеська кіностудія художніх фільмів                                           |
| Дезертир                                                                                         | Вадим Костроменко                          | 1990 | Одеська кіностудія художніх фільмів                                           |
| День кохання                                                                                     | Олександр Полинніков                       | 1990 | Одеська кіностудія художніх фільмів                                           |
| Заручниця                                                                                        | Сергій Ашкеназі                            | 1990 | Одеська кіностудія художніх фільмів                                           |
| Звіздар                                                                                          | Анатолій Тютюнник                          | 1990 | Одеська кіностудія художніх фільмів                                           |
| Каталажка                                                                                        | Георгій Кеворков                           | 1990 | Одеська кіностудія художніх фільмів                                           |
| Морський вовк                                                                                    | Ігор Апасян                                | 1990 | Одеська кіностудія художніх фільмів                                           |
| Перший поверх                                                                                    | Ігор Мінаєв                                | 1990 | Одеська кіностудія художніх фільмів                                           |
| Рок-н-рол для принцес                                                                            | Радомир Василевський                       | 1990 | Одеська кіностудія художніх фільмів                                           |
| Смерть у кіно                                                                                    | Костянтин Худяков                          | 1990 | Одеська кіностудія художніх фільмів                                           |
| Шерємєтьєво-2                                                                                    | Юрій Кузьменко                             | 1990 | Одеська кіностудія художніх фільмів                                           |
| Містіфікатор                                                                                     | Ян Міхайлов                                | 1990 | Одеська кіностудія художніх фільмів/ Меркурій (Камаз)/ Держкіно СРСР          |

### 1991—2000
| Назва                                                 | Режисер                               | Рік  | Назва кіностудії |
| ----------------------------------------------------- | ------------------------------------- | ---- | --- |
| Блукаючі зірки                                        | Всеволод Шиловський                   | 1991 | Примодеса-фільм / Український відеоцентр / АКВО / Одеська кіностудія художніх фільмів / Мосфільм / Minex (Австрія) / Klinkart (Австрія) |
| Полтергейст-90                                        | Владислав Сємєрнін, Борис Загряжський | 1991 | Одеса/ Странник |
| І чорт з нами                                         | Олександр Павловський                 | 1991 | Одеська кіновідеостудія (Одеська кіностудія художніх фільмів)/ СП Совхаліж                                                              |
| Людина в зеленому кімоно                              | Тамерлан Каргаєв, Борис Кантемиров    | 1991 | Одеська кіновідеостудія (Одеська кіностудія художніх фільмів)/ Спортивний кооператив Скіф-Іппон                                         |
| Любов. Смертельна гра...                              | Сергій Ашкеназі                       | 1991 | Одеська кіностудія художніх фільмів |
| Чудо в краю забуття                                   | Наталя Мотузко                        | 1991 | Одеська кіностудія художніх фільмів |
| Путана, або Скляна троянда                            | Олександр Ісаєв                       | 1991 | Одеська кіностудія художніх фільмів (Україна) / Кінокомпанія Дальвент-фільм (Росія)                                                     |
| Феофанія, яка малює смерть                            | Володимир Алєйніков                   | 1991 | Одеська кіностудія художніх фільмів (Україна)/ Вавилон/ Кодак- філмз (США)                                                              |
| Викидень                                              | Юрій Манусов                          | 1991 | Одеська кіностудія художніх фільмів (Україна)/ Киноцентр/ Алан (Набережні Чєлни) (Росія)                                                |
| Партійні перегони, або мотлох на березневих кучугурах | Сергій Берендей                       | 1991 | Одеська кіностудія художніх фільмів (Україна)/ Майдан (Набєрєжні Чєлни) (Росія)                                                         |
| По кому в'язниця плаче...                             | Георгій Кеворков                      | 1991 | Одеська кіностудія художніх фільмів/ ВТО Аркадія                                                                                        |
| Чортів п'яниця                                        | Юрій Манусов                          | 1991 | Одеська кіностудія художніх фільмів/ ВТО Грааль                                                                                         |
| Господня риба                                         | Вячеслав Колегаєв                     | 1991 | Одеська кіностудія художніх фільмів/ ВТО Одіссей                                                                                        |
| Дорога в Парадіз                                      | Юрій Белянський                       | 1991 | Одеська кіностудія художніх фільмів/ Прімодеса-фільм                                                                                    |
| Генко, брате мій                                      | Олександр Бурко                       | 1991 | Одеська кіностудія художніх фільмів/ ТО Дебют                                                                                           |
| В тумані                                              | Сергій Лінков                         | 1992 | Одеська кіностудія художніх фільмів |
| Дитина до листопада                                   | Олександр Павловський                 | 1992 | Одеська кіновідеостудія (Одеська кіностудія художніх фільмів) / ХТПФ «Аркадія»                                                          |
| Джулія/ Джулия                                        | Олексій Бєркович                      | 1992 | Одеська кіностудія художніх фільмів (Україна)/ Мосфильм (Росія) /Казахфильм (Казахстан)                                                 |
| Ченч                                                  | Роман Гай                             | 1992 | Одеська кіностудія художніх фільмів/ Аспарк-фільм                                                                                       |
| Хочу Вашого чоловіка                                  | Сергій Никоненко                      | 1992 | Одеська кіностудія художніх фільмів/ ВТО Аркадія                                                                                        |
| Мертві без поховання або полювання на пацюків         | Ігор Апасян                           | 1992 | Одеська кіностудія художніх фільмів/ Кіностудія ТОР                                                                                     |
| Екстрасенс                                            | Генадій Глаголєв                      | 1992 | Одеська кіностудія художніх фільмів/ ФБ-33                                                                                              |
| Голос трави                                           | Наталя Мотузко                        | 1993 | Одеська кіностудія художніх фільмів |
| Дике кохання                                          | Віллен Новак                          | 1993 | Одеська кіностудія художніх фільмів |
| Народжені вище                                        | Микола Кошелєв                        | 1994 | Одеська кіностудія художніх фільмів |
| Зефір в шоколаді                                      | Олександр Павловський                 | 1994 | Одеська кіностудія художніх фільмів |
| Тринь-бринь                                           | Радомир Василевський                  | 1994 | Одеська кіностудія художніх фільмів |
| Без нашийника                                         | Радомир Василевський                  | 1995 | Одеська кіностудія художніх фільмів |
| Бульварный роман                                      | Василь Панін                          | 1995 | Одеська кіностудія художніх фільмів (Україна)/ Наше кино/ Мосфильм/ Ленфильм (Росія)                                                    |
| Принцеса на бобах                                     | Віллен Новак                          | 1997 | Одеська кіностудія художніх фільмів, Студія «Шанс»                                                                                      |
| Три історії                                           | Кіра Муратова                         | 1997 | Одеська кіностудія художніх фільмів (Україна)/ НТВ-Профіт (Росія), «Продюсерська фірма Ігоря Толстунова»                                |
| Як коваль щастя шукав                                 | Радомир Василевський                  | 1999 | Одеська кіностудія художніх фільмів |

### 2001—2025
| Назва                                 | Режисер                            | Рік  | Назва кіностудії; нагороди |
| ------------------------------------- | ---------------------------------- | ---- | --- |
| Другорядні люди                       | Кіра Муратова                      | 2001 | Одеська кіностудія художніх фільмів |
| На полі крові                         | Ярослав Лупій                      | 2001 | Одеська кіностудія художніх фільмів, Міністерство культури і мистецтв України |
| Чеховські мотиви                      | Кіра Муратова                      | 2002 | Одеська кіностудія художніх фільмів (Україна)/ Никола-фильм (Росія) |
| Атлантида                             | Олександр Павловський              | 2002 | Одеська кіностудія художніх фільмів (Україна)/ Фільм-Про (Росія), Міністерство культури і мистецтв України і Росії |
| Вишивальниця в сутінках               | Микола Седнєв                      | 2002 | Одеська кіностудія художніх фільмів, Міністерство культури і мистецтв України |
| Секонд хенд                           | Ярослав Лупій                      | 2005 | Одеська кіностудія художніх фільмів, Міністерство культури і мистецтв України |
| Двоє і війна                          | Віталій Воробйов, Євген Звездаков  | 2006 | ПАТ «Одеська кіностудія», Студія «Синебридж» |
| Біля річки                            | Єва Нейман                         | 2007 | ПАТ «Одеська кіностудія», Міністерство культури і мистецтв України, «Місто банк» |
| Героїня свого роману                  | Віктор Кустов                      | 2008 | ПАТ «Одеська кіностудія», Ce Cinema ltd, Langarus Commercial Ltd |
| Ворожея                               | Ігор Шевченко                      | 2008 | ПАТ «Одеська кіностудія» |
| Кілечко з бірюзою                     | Олександр Ітигілов                 | 2008 | ПАТ «Одеська кіностудія» |
| Сапери                                | Борис Щербаков, Василь Щербаков    | 2008 | ПАТ «Одеська кіностудія», Студія «Синебридж» |
| Стріляй негайно                       | Віллен Новак                       | 2008 | ПАТ «Одеська кіностудія», C.Cinema, Міністерство культури і мистецтв України |
| Сорокоп'ятка                          | Вячеслав Афонін                    | 2008 | ПАТ «Одеська кіностудія», Ce Cinema, Langarus Commercial Ltd |
| Женити Казанову                       | Віктор Ноздрюхін-Заболотний        | 2009 | ПАТ «Одеська кіностудія», «Новая студия» |
| Пістолет Страдіварі                   | Алексій Луканев                    | 2009 | ПАТ «Одеська кіностудія» |
| Захват                                | Ельдар Салаватов                   | 2014 | ПрАТ «Одеська кіностудія», ООО «Эпик медиа», ООО «СинеЛаб» |
| Олександр Довженко. Одеський світанок | Артем Антонченко                   | 2014 | ПрАТ «Одеська кіностудія» ко-прод. «Інсайт Медіа» ТОВ |
| Червоний                              | Заза Буадзе                        | 2017 | ПрАТ «Одеська кіностудія» ко-прод. Інсайт Медіа Продюсерский центр |
| Остання карта                         | Олексій Хорошенький                | 2017 | ПрАТ «Одеська кіностудія», совм. виробн. ТОВ «Імеджінсі студіос» |
| Movie Up                              | Сергій Рахманін                    | 2017 | ПрАТ «Одеська кіностудія» |
| Дякую                                 | Олег Карпенко                      | 2017 | ПрАТ «Одеська кіностудія» |
| Зрадник                               | Хаммонд Марк                       | 2018 | ПрАТ «Одеська кіностудія» ко-прод. Інсайт Медіа Продюсерский центр |
| Гешев                                 | Васіл Барков                       | 2018 | Ко-прод. Україна-Болгарія |
| Волки на борту / Вдалині від берега   | Костадін Бонєв                     | 2018 | Ко-прод. Україна-Болгарія |
| Таємниця старого хронометра           | Ігор Козлов-Петровський            | 2018 | ПрАТ «Одеська кіностудія» |
| Тарас. Повернення                     | Олександр Денисенко                | 2019 | ПрАТ «Одеська кіностудія» ко-прод. Інсайт Медіа Продюсерский центр |
| Антон                                 | Заза Урушадзе                      | 2019 | ПрАТ «Одеська кіностудія» ко-прод. Інсайт Медіа Продюсерский центр |
| Фортеця Хаджибей (фільм)              | Костянтин Коновалов                | 2020 | Ко-прод. Україна-Грузія-Туреччина Нагороди та відзнаки на кінофестивалях: Best Istanbul Film Festival, Award Winner, June 2021 Halicarnassus Film Festival, Award Winner, August 2021 Gothamite monthly film awards, Best Feature Film of the month. Main category, August 2021 Colortape International Film Festival, Official Selection, October 2021 EUROPE INDEPENDENT MOVIE FESTIVAL, Official Selection, August 2021 Budapest Film Festival, 2021 Київський міжнародний кінофестиваль КІНОЛІТОПИС, 2021 Спеціальна відзнака Міжнародного кінофестивалю "Кіно і Ти", 2021 International World Film Awards, Official Selection, March 2022 Також фільм було представлено поза конкурсом міжнародного кінофестивалю в Сванетії як приклад вдалої копродукції між Україною, Грузією та Туреччиною. |
| Полум'яна ріка                        | Діма Косигін                       | 2020 | ПрАТ «Одеська кіностудія» Нагороди та відзнаки на кінофестивалях: Anatolia International Film Festival – Best drama Eastern Europe Film Festival – Best film Sweden film awards – finalist Vesuvius International film festival (Italy) – finalist Paris International Film Festival – Honorable Mention Port Blair International Film Festival (India) – Best film; Best director (Dima Kosygin); Best actor (Danil Savchenko) Cinerama BC – official selection Kaaryat International Film Festival – official selection Bucovina International Film Festival – official selection Roma Independent Prisma Awards – official selection |
| Іванова,45                            | Бата Недич                         | 2020 | ПрАТ «Одеська кіностудія» |
| Червоний. Без лінії фронту            | Заза Буадзе                        | 2020 | Інсайт Медіа Продюсерский центр, ПрАТ «Одеська кіностудія» |
| Чому я живий                          | Віллен Новак                       | 2021 | ПрАТ «Одеська кіностудія» Нагороди та відзнаки на кінофестивалях: ОМКФ 2021, у рамках показу Українських Гала-Прем’єр «Кіно і Ти» 2021 «Слов’янська казка» 2021 «Золоте курча» 2021 Europe Film Festival 2021 Future of Film Awards 2021 CULT VALLEY GLOBAL CINEFEST 2021 Prague International Film Awards 2022, Award Winner ANATOLIAN FILM AWARDS 2022, Award Winner Silk Road Film Awards Cannes 2022, Award Winner Hollywood Gold Awards 2022, Award Winner Paris Film Awards, 2022, Honorable Mention International Filmmaker Festival of New York, 2022, Selected High Tatras Film Camp; Video Festival, Slovakia, 2022, Selected DYTIATKO International Children’s Media Festival, 2022, The Best Feature Film for Children, Honorable Mention Ibadan International Film Festival, 2023 Best Feature Film AIU Film Festival, 2023, Selected PTAKH - Ukraine International Film Festival in UK, 2023, Feature Film or Documentary Feature |
| "Довженко" (робоча назва "Режисер")   | Костянтин Коновалов Сергій Тримбач |      | ПрАТ «Одеська кіностудія» спільно з компанією «Odesa Film Production»; у виробництві |

## Неігрові фільми кіностудії
На Одеській кіностудії працювало Третє об'єднання так званих «фільмів на замовлення». Воно зняло не менше фільмів, ніж науково-популярні студії республіки. Неігрові фільми одеситів одержували на республіканських та союзних фестивалях. Успіху дістали фільми В. Сенаткіна, О. Жековоі, С. Комара. Майже усі режисери ігрових прокатних фільмів студії зняли не менше одного-двох фільмів в Третьому об'єднанні.